# 横須賀海軍警備隊植木分遣隊
横須賀海軍警備隊植木分遣隊(よこすかかいぐんけいびたいうえきぶんけんたい)は、神奈川県鎌倉郡大船町植木（現・鎌倉市植木）に配備された大日本帝国海軍の施設で横須賀鎮守府の警備隊が管理した。この施設には太平洋戦争中に海軍が捕獲した捕虜が収容され、尋問が行われた。通称大船収容所（以下、この名称を用いる）とも呼ばれる。終戦直後の1945年8月21日に陸軍に移管され、東京捕虜収容所本所分遣所と改称された。同年9月1日閉鎖。

## 概要
大船収容所は龍寶寺門前にあった玉縄小学校の旧校舎を利用し、1942年4月6日に開設された。以降、海軍が捕獲した捕虜の一部はこの収容所に送られ軍事機密などについて尋問を受け、尋問終了後は各地にある陸軍の捕虜収容所に引き渡された。
本来捕虜収容所であればその存在を国際赤十字に告知する義務があるが、大船収容所はそうした告知は行っていない。これはこの施設がハーグ陸戦条約などに規定される捕虜収容所ではなく、捕虜を一時的に拘留する仮の施設であり告知の必要がないとしたためである。しかし実際は正規の捕虜収容所では行えない尋問などを行うために設置された施設であった。収容所長の戦後の証言では捕虜の滞在期間は平均2ヶ月程度であったが、1年を超えて収容されたケースもあった。また、海軍東京通信隊蟹ヶ谷分遣隊（現在の川崎市高津区に所在）で通信傍受の任務を与えられた捕虜もいた。尋問所のため労働はなかったが、警備兵による暴行は日常的におこなわれていたとされ、職員による食料の横領もあった
大船収容所には終戦までに500 - 1000人程度が収容され、うち6名が死亡した。死亡した捕虜は隣接する龍宝寺の墓地に埋葬されたが、戦後、連合軍墓地捜索班によって掘り起こされ、故国に改葬された。龍宝寺には捕虜の卒塔婆がたてられており、毎年お盆に死亡した捕虜の法要を行っている。
戦後、捕虜収容所は廃止され、建物も龍宝寺が経営する玉縄幼稚園の園舎として使われた。しかし1969年の幼稚園移転に伴って取り壊され、跡地は住宅地となり当時の遺構はほぼ消滅した。収容所監視塔の礎石が近隣の民家に残っている。

## 戦犯裁判
戦後、30人の関係者が捕虜虐待などの戦争犯罪人（BC級戦犯）として起訴された。収容者の死亡者が6人と少ない（他の国内の収容所では100人以上の死亡者が発生した施設が複数ある）にもかかわらず、これだけの関係者が起訴された点について、笹本妙子は、収容者を正規の捕虜として扱わなかった特異な性質と関係しているのではないかと推測している。判決では所長・軍医大佐・衛生曹長の3人に絞首刑が言い渡されたが、減刑されて終身刑2人、残りが懲役刑（刑期は最長で40年）となった。

## 著名な収容者
- ルイス・ザンペリーニ（en:Louis Zamperini）

当時著名な長距離ランナーで1936年ベルリンオリンピックにも出場した。近隣の小学校の運動会に参加し、近隣住民の恋路を助けるエピソードが残っている。大船の後は、大森、次いで直江津の収容所に身柄を移された。1998年長野オリンピックで聖火を持って走るために日本を再訪。かつて捕虜として収容された直江津の町を歓声と拍手に包まれて聖火を掲げて走った。
- グレゴリー・ボイントン

ラバウルなどで活躍した戦闘機パイロット。撃墜王として知られる。
- リチャード・オカーン

潜水艦タング艦長。短期間大船に収容、後に大森へ移送。